# Mein Chef: Das Schwein!
Mein Chef: Das Schwein! (Originaltitel: Badge of Betrayal) ist ein Fernsehdrama des Regisseurs Sandor Stern aus dem Jahr 1997 mit Harry Hamlin und Michele Greene in den Hauptrollen.

## Handlung
Eine alleinerziehende Mutter, Annie Walker, die überdrüssig des Lebens in der Stadt ist, nimmt eine Stelle als Hilfssheriff in einer Kleinstadt an und zieht mit ihrer Tochter dorthin. Ihr Vorgesetzter Dave Ward entpuppt sich aber mit der Zeit als gewalttätig und gefährlich. Er belästigt sie sexuell am Arbeitsplatz, schlägt einen Häftling und lässt Drogen verschwinden. Zusätzlich terrorisiert er sie, um sie zum Nachgeben zu nötigen.  
Mit der Zeit entdeckt sie auch, dass er seine Sekretärin misshandelt und dass jeder in der Gegend ihn fürchtet. Trotzdem beschließt sie, sich zu wehren. Als sie dann vom FBI nach einiger Zeit erfährt, dass er auch das organisierte Verbrechen in der Gegend kontrolliert und einen Freund von ihm ermordet hat, weil er im Begriff war, über seine Machenschaften gegenüber dem FBI zu reden, das schon sechs Monate lang gegen ihn deswegen ermittelt, beschließt sie, ihm mit ihrer Hilfe das Handwerk zu legen.
Wissend, dass er sie früher oder später versuchen würde, sie in ihrem eigenen Haus zu vergewaltigen, lässt sie sich vom FBI verwanzen. Bei seinem Versuch, sie zu vergewaltigen, gesteht er den Mord an seinem Freund ihr gegenüber in einem Versuch, sie entsprechend zu brechen, und wird daraufhin vom FBI, das in der Nähe war, festgenommen. Er wird dann abgeführt und Annie wird an seiner Stelle Sheriff der Kleinstadt.

## Kritik
„Das Wiedersehen mit den "L.A. Law"-Stars []kommt über das "Gut gegen Böse"-Schema nicht hinaus. Die Sache ist zu klar und wenig spannend.“